# Viitorologie
Viitorologia (sau futurologia) este cercetarea sistematică și critică a problemelor legate de posibile dezvoltări viitoare. Se concentrează pe studierea legilor și metodelor noi de previziune a viitorului. Viitorologia este o știință care se ocupă cu teoriile și metodele de previziune și de cercetare a viitorului; știința viitorului.
Termenul futurologie a fost folosit prima dată de politologul german Ossip Kurt Flechtheim în 1943, el considerând futurologia ca fiind o sinteză între ideologie și utopie, neavând pretenții că ea ar avea un caracter științific. În concepția sa, futurologia reprezintă „o oglindă a istoriei”.
Obiectul futurologiei este definirea omului, viitorul istoriei și al culturii sale.

## Centre de cercetare
- Instituttet for Fremtidsforskning, Copenhaga, Danemarca
- The Foresight Programme, Londra, Department for Business, Innovation and Skills, Marea Britanie
- The Futures Academy, Dublin Institute of Technology, Irlanda
- Future Studies Department, University of Kerala, India
- Hawaii Research Center for Futures Studies, University of Hawaiʻi at Mānoa, SUA
- Finland Futures Research Centre, Universitatea Turku, Finlanda
- Institute for Futures Research,  Africa de Sud
- Kairos Future, Suedia
- Institute for the Future, Palo Alto, California, SUA
- National Intelligence Council, Office of the Director of National Intelligence, Washington DC, SUA
- Singularity Institute, Singularity Institute for Artificial Intelligence
- Tellus Institute, Boston MA, SUA
- World Future Society
- World Futures Studies Federation